# 三谷俊造
三谷 俊造（みたに しゅんぞう、1885年12月25日 - 1972年7月11日）は、日本で生まれ、アメリカ合衆国で活躍した作曲家。

## 人物・来歴
米国で活躍したピアニスト、作曲家、指揮者。幼い頃より家庭環境も手伝ってか、音楽が得意であり、長兄の三谷種吉の後を追って1899年に上京。中田重治の指導する東洋宣教会の中央福音伝道館、宇都宮の伝道館で奉仕。1904年4月に神戸に戻り暫し休養後、7月には東洋宣教会宣教師カウマンの同行を得て渡米。同地で専門的な教育を受け当時珍しかった日本人のピアニスト、作曲家、指揮者として活躍し永住。明治学院の日本近代音楽館 | 遠山一行記念 (meijigakuin.ac.jp)には彼の作曲したものの一部が収められている。（大半は米国の自宅の火事のため焼失）
父は兵庫県有馬郡三田町三輪村出身の三谷徳右ヱ門の四男佐助、母は坂井小三郎の長女なおであった。父は大阪で事業を起こし失敗、その後、神戸元町に移りブリキ屋を創業、同地における元祖となった。白洲退蔵の奨めでキリスト教に入信。現在の日本基督教団神戸教会の会員となり活動的信徒として神戸多聞教会、兵庫教会の設立に携わった。長兄は三谷種吉、キリスト教の音楽伝道者、牧師となる。次の兄は寅之助で川上音二郎一座に身を投じ三上繁の芸名で活躍するも米国にて死去、弟の酒井良太郎は実業家となった。

### 略歴
- 1885年 - 12月25日神戸に生まれる。
- 1899年 - 兵庫県師範学校付属小学校を卒業。後に兄種吉の在住する東京に移り、東洋宣教会の音楽伝道に加わる。
- 1900年 - 1904年までアメリカ人教師に師事しオルガンを学ぶ。
- 1904年 -アメリカ留学。オハイオ州シンシナティのナップ音楽院にてオルガン、ピアノ、声学を学ぶ。
- 1905年 - 1907年までシカゴのノースウェスタン大学及びブッシュ音楽院で、ラトキン博士、ブラッドレイ学長に理論を学ぶ。声学はワグナー夫人、デービスより、ピアノはラメル教授から学んだ。
- 1907年 - フランク博士、ウォルター・ダムロッシュによりピアノ演奏で音楽院の奨学金を得、書生としてウォルター・ダムロッシュの許に留まる。後に研究のためドイツ留学を計画した。
- 1911年 -インディアナ州インディアナポリスにて音楽大学に入学。
- 1914年 - en:Balatka Musical Collegeで学びバラッカ博士に師事。
- 1915年 - 教師免状。
- 1916年 - 学位を得る。シカゴでのピアノコンテストでダイアモンドメダルを受ける。コンテストは35名の参加者の中で、ウエーバーの小協奏曲を演奏した。その後カリフォルニアを中心に西部で演奏旅行。
- 1918年 - ロサンジェルスでピアノ教授 (en:Olga Steeb) に師事してピアノを学ぶ。
- 1921年 - ブッシュ音楽院（en:Bush Conservatory）に入り、ピアノと作曲をブレゼルトン博士に師事した。作曲学修士を1923年に得る。
- 1923年 - シカゴのヒンショー音楽院（en:Hinshaw Conservatory）に学ぶ。理論と作曲をシャーウッド音楽学校長のケラー博士 (en:Walter Keller) に師事した。ピアノはカルト・ヴァニク教授 (en:Kart Waniek) に師事した。
- 1924年 - シンシナティ音楽院で学ぶ。作曲はスティルマン・ケリー (en:Stillman Kelly) に師事。指揮をシンシナティ歌劇場(en:Cincinnati Opera)の指揮者ラルフ・ライフォード (en:Ralph Lyford) に師事。シンシナティ交響楽団のアシスタントコンダクターとなる。
- 1926年 - 米国における日本人として初めての音楽に関する教育学の博士号を得る。
- 1928年 - 米国カンザス州サライナ私立音楽学校の教授就任。作曲学、ピアノの教授を行う。また、サライナ市立交響楽団で指揮者としても活躍。
- 1935年 - 米国留学した姪の三谷幸子とともに渡米後初めての帰国を果たす。
- 1936年 - 日比谷公会堂で「端午祭大交響楽の夕」と題するコンサートで、自ら中央交響楽団を指揮し、第二交響曲「太平洋」を演奏した。第二次世界大戦中は敵性外国人（日本人）として職を失い、苦難の道を歩んだ。戦後復職するも自宅火災でほとんどの作品は失われた。
- 1972年 - 米国にて死去。

## 主な作品
- 第二交響楽『太平洋』Symphony, No. 2 "Pacific"

1. Allegro Moderato
2. Adagio non Troppo
3. Allegro con brio